# Secret de femme
Pour plus de détails, voir Fiche technique et Distribution.
Secret de femme (A Woman's Secret) est un film américain réalisé par Nicholas Ray, sorti en 1949.

## Synopsis
Susan Caldwell, jeune chanteuse est victime de ce qui ressemble à une tentative de meurtre. Marian Washburn, sa professeur et manageuse, ancienne chanteuse qui avait perdu la voix, avoue la tentative d'homicide : elle aurait tenté de la tuer car celle-ci voulait mettre un terme à sa carrière, ce qu'elle ne pouvait supporter. Mais cette version ne convainc pas tout le monde…

## Fiche technique
- Titre : Secret de femme
- Titre original : A Woman's Secret
- Réalisation : Nicholas Ray
- Assistant réalisateur : Doran Cox
- Scénario : Herman J. Mankiewicz d'après le roman Mortgage on Life de Vicki Baum
- Musique : Frederick Hollander
- Chanson : « Paradise » de Nacio Herb Brown (musique) et Gordon Clifford (paroles), chantée par Gloria Grahame (doublée vocalement par Kaye Lorraine)
- Direction artistique : Carroll Clark et Albert S. D'Agostino
- Décors : Clark Burke (non crédité)
- Décors de plateau : Harley Miller et Darrell Silvera
- Costumes : Edward Stevenson
- Photographie : George E. Diskant
- Production : Herman J. Mankiewicz
- Son : Frank Sarver, Clem Portman
- Montage : Sherman Todd
- Société de production et de distribution : RKO Pictures
- Budget : 853 000 dollars
- Pays d'origine : États-Unis
- Langue originale : anglais
- Format : Noir et blanc - 1,33:1 - Son : Mono (RCA Sound System) - 35 mm
- Genre : Drame, Film noir
- Durée : 84 minutes
- Dates de sortie :
  - États-Unis : 5 mars 1949
  - France : 21 août 2004

## Distribution
- Maureen O'Hara : Marian Washburn
- Melvyn Douglas : Luke Jordan
- Gloria Grahame : Susan Caldwell, chanteuse sous le nom d'Estrellita
- Bill Williams : Lee Crenshaw
- Victor Jory : Brook Matthews
- Mary Philips : Madame Mary Fowler, la femme de Jim, détective amateur
- Jay C. Flippen : l'inspecteur de police Jim Fowler
- Robert Warwick : Roberts
- Curt Conway : le docteur
- Ann Shoemaker : Madame Matthews, la mère de Brook
- Virginia Farmer : Mollie, la bonne de Marian
- Ellen Corby : l'infirmière
- Emory Parnell : le lieutenant de police au commissariat
- Raymond Bond : le docteur Ferris
- George Douglas : un policier
- Tom Coleman : un policier
- Guy Beach : un policier
- Constantin Bakaleinikoff : le chef d'orchestre de la séance d'enregistrement
- Conrad Binyon : Tommy, le jeune messager
- Oliver Blake : M. Pierson
- Eddie Borden : le serveur du bateau
- Marcel de la Brosse : le boulanger français
- Rory Mallinson : le lieutenant Benson
- Alphonse Martell : le serveur à Alger
- Forbes Murray : M. Emory
- Lee Phelps le policier adjoint au District Attorney
- Snub Pollard : un machiniste
- Charles Wagenheim : le joueur de piano algérien
- John Parrish : le professeur Paul Camelli

## À noter
- « Ce fut une grande déception, je ne voulais pas le faire. J’allais faire mon deuxième film et Dore Schary me proposa celui-ci. Je lus le script et je lui dis : « Non Dore, non je t’en prie tu ne peux pas faire un film pareil ». Et il me répondit : « Je crois que tu as raison ». Je sortis de son bureau très soulagé. J’avais fini mon premier film et je n’avais pas besoin de faire celui-là. Quelque temps plus tard, après une période de vacances, Dore Schary m’appela au téléphone. Je ressentais pour lui une reconnaissance sans mélange. Aussi lorsqu’il me demanda : « Prêt à reprendre le collier ? », je m’écriais « Bon sang ! Oui tout ce que tu voudras ». La réponse ne se fit pas attendre… Ce fut pour moi une expérience très coûteuse » . (Nicholas Ray - Jean Wagner - Rivages Cinema)